# Grafenau
Grafenau (pronunciación en alemán: /ɡʁaːfəˈnaʊ̯/ⓘ) es una ciudad situada en el distrito de Freyung-Grafenau, en el estado federado de Baviera (Alemania), con una población a finales de 2016 de unos 8276 habitantes.
Se encuentra ubicado al este del estado, en la región de Baja Baviera, a poca distancia al norte del río Danubio y al oeste de la frontera con Austria y República Checa.